# 自由拒否権

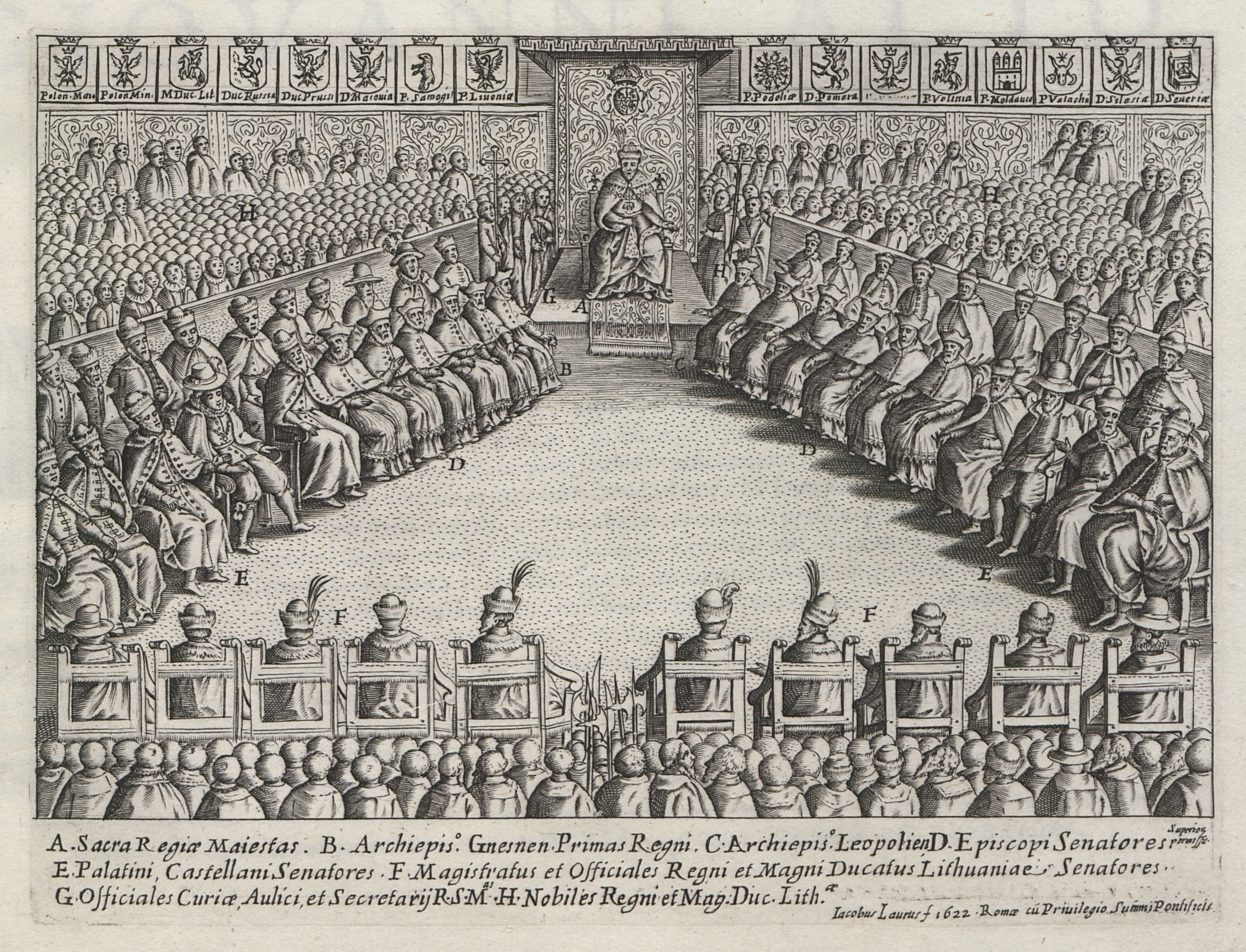
ワルシャワ王宮でのセイム（1622年）

自由拒否権またはリベルム・ヴェト (ラテン語: Liberum veto) は、ポーランド・リトアニア共和国のセイム（議会）に存在した制度の通称。全会一致制であったこの議会では、議員は誰でも「私は活動を止める！」（ラテン語: Sisto activitatem! シストー・アークティーヴィターテム）もしくは「私は認めない！」（ポーランド語: Nie pozwalam! ニェ・ポズヴァラム）と叫ぶことによって、直ちに議論を止めたり、その議論の中で既に合意し成立した法を無効化することができた。この仕組みは17世紀中ごろから18世紀末までのセイムで導入された。理念的には、すべてのポーランド貴族は平等であり、全員、全国の同意があってはじめて立法できるという考えが根底にある。この拒否権は国王が提出した法案に対しても有効で、このことは当時の絶対君主制が一般的なヨーロッパにおけるポーランドの突出した共和主義的性格（君主制廃止論とは異なる）と弱い王権を生み出す鍵となった。
多くの歴史家は、この自由拒否権は18世紀に顕著にみられた共和国の政治機構の硬直、さらには国家そのものの衰退の主因であったとみている。外国勢力は僅かな買収活動でポーランド政府を麻痺させることができ、最終的にポーランド分割と国家消滅を招いたからである。ピオトル・ステファン・ヴァンディチュは「自由拒否権は古いポーランドの政治的混乱の不吉な象徴となった」と述べている。1573年から1763年までに150回ほどセイムが開かれた中で、その3分の1ほどが一切立法できずに終わったが、そのほとんどは自由拒否権によるものだった。ヨーロッパの多くの言語では、「ポーランド議会」(スウェーデン語・ノルウェー語: Polsk riksdag; デンマーク語: Polsk rigsdag; ドイツ語: Polnischer Reichstag; オランダ語: Poolse landdag; ポーランド語: Polski parlament; フィンランド語: Puolalainen parlamentti)にあたる言葉が「無秩序」を意味する語として使われている。

## 起源
自由拒否権は、ポーランド王国の全会一致の伝統やポーランド・リトアニア共和国の連邦国家的性格の産物である。各議員は各地方のセイミクで選出されるため、地元の利益を代表する責任を負っていた。多数決で少数派の意思を否定することは（たとえその少数派がたった一人であっても）、貴族たちの平等を傷つける行為であるとみなされた。
当初、セイムで意見が割れた時には多数派が説得や脅迫により少数派に異議を撤回させることで全会一致を保っていた。また、この頃は各法案について全会一致が必要なのであって、「拒否権」が行使されても、それまでにそのセイムを通過した法案すべてがひっくり返されるわけではなかった。例えば、歴史家のヴワディスワフ・チャプリンスキは、1611年のセイムの例をあげて、一部の法案が却下されても、それ以外は順調に通過し成立していたことを示している。しかし17世紀中ごろ以降、ひとたび自由拒否権が発動されればそれまでに審議を終えていた法まですべて否定されるようになった。これは、セイムで提出された法案が一括で採決されるようになったためである。
一般に、最初の自由拒否権発動は1652年のセイムにおけるトラカイ選出の議員ヴワディスワフ・シチンスキによるものとされているが、誤りである。実際には、彼はある法案の審議中に法定の期間を超えた審議延長を主張したに過ぎない。しかし、これが危険な前例となってしまったのは確かである。以降数回ほどのセイムでは拒否権発動が却下されることもあったが、次第に受け入れられるようになっていった。1669年のクラクフにおけるセイムで、キエフ選出の議員アダム・オリザが審議終了前に自由拒否権を発動し、審議が中断された。1688年には審議開始や議長選出より前に自由拒否権によりセイムが解散する事態となった。

## 頂点
ヤン3世の時代 (1674–1696)、開かれたセイムの半分ほどが自由拒否権により潰れた。自由拒否権の仕組みは、全国議会のセイムから各地のセイミクにも広まった。18世紀前半のセイムは、隣接するロシアやプロイセンが裏で糸を引く議員の自由拒否権発動によりほとんど機能停止し、改革と国家再建・強大化の道を閉ざされた。隣国はポーランドで自身の得にならない法案が提出されたとみれば、これを自由拒否権を通して簡単に握りつぶすことができた。こうした内政干渉の結果、ポーランドは半ば無政府状態に陥った。ポーランドのザクセン朝時代 (1696年 – 1763年)にはほとんどセイムが成立しなかった。アウグスト2世の時代(1697年 – 1733年)に成立したセイムは18回のうちの8回、アウグスト3世の時代 (1734–1763)は1736年の1回だけだった。政府が事実上崩壊した様は「ポーランド無政府状態」と呼ばれ、各地の議会やマグナートがそれぞれ自治している状況になった。
自由拒否権はポーランド・リトアニア共和国の衰退と最終的な崩壊の主因と言っても過言ではない。1573年から1763年までに150回のセイムが開催されたが、そのうち53回は一つも法案を通過させられずに終わった。歴史家のヤツェク・イェンドルフによれば、このうち32回は自由拒否権の行使によるものだった。

## 回避の試みとポーランド滅亡
この状況を打開するため、18世紀になると連盟セイムと呼ばれる制度が登場した。これは一部のシュラフタなどが結成した連盟の管理下でセイムを開くというものである。ここでは全国議会としてのセイムと異なり、自由拒否権の行使が認められず、円滑な議事進行が行われたため、時には公式なセイムの議員全員が参加した連盟セイムが開かれ、実質的な国家の立法機関となったこともあった。
18世紀後半のポーランド啓蒙主義の時代、共和国政府の権力強化を求める改革が試みられた。1764年から1766年の改革で、セイムの議事進行が改善された。重要事項以外では多数決が導入され、議員に対するセイミクからの束縛も禁止された。改革の道は険しく、諸外国は議員を買収して自由拒否権を発動させたり、1768年の枢機卿法に代表されるような改革に逆行するような特権法を成立させたりするなどして公然と介入・妨害を行った。
1791年、ついに自由拒否権は5月3日憲法で廃止された。これを採択した四年セイムも連盟セイムであり、多数決の元で実現した憲法だった。歴史家のノーマン・デイヴィスは、この憲法を「こうした類のものとしてはヨーロッパ初の憲法」と評価しているが、ロシアとプロイセンの圧力により、1793年のグロドノ・セイムで廃止されてしまった。またこのセイムで第2次ポーランド分割が承認され、2年後には第3次ポーランド分割が実施されてポーランド・リトアニア共和国は滅亡した。

## 歴史的意義
ハーバード大学の政治学者グジェゴシュ・エキェルトは、ポーランドと自由拒否権の歴史について以下のようにまとめている。
自由拒否権の原理は、ポーランドの政治システムに封建制的な特徴をもたらし、君主の役割を弱め、無政府的な状態を招き、ポーランド国家の経済的・政治的な衰退に大きな役割を果たした。このような状況は、外国の侵攻に対する脆弱性を産み、究極的にはその崩壊をもたらしたのである。
政治学者のダリボル・ロハーチは、「自由拒否権の原理は、ポーランドの特殊な立憲主義政体において重要な役割を果たした」とし、「立法、宗教的寛容、制限された政府の権力……他の国々が宗教対立や専制政治で荒廃する中で存在した当時のポーランドにおける規範」が国王の力を著しく制限したと述べている。自由拒否権は、黄金の自由と呼ばれるポーランド・リトアニア共和国の政治体制・文化の鍵であった。
多くの歴史家が、自由拒否権の原理が共和国の政治の腐敗と国家の衰運の主因であるとしている。セイムの議員たちはマグナートや外国の買収を受けたり、自分たちが享受している「黄金の時代」の諸特権を守り抜きたいと考えたりして自由拒否権を行使し、あらゆる改革を拒絶して国政を麻痺させた。ピオトル・ステファン・ヴァンディチは「自由拒否権は古いポーランドの無秩序の不吉な象徴だった」と述べている。W・J・ワグナーは、「確かに、古いポーランドにおいてこれほど後世から厳しい非難を受けている制度は無い」と述べている。

## 現代
2004年、ポーランドで選挙セイム中の国王自由選挙を題材とした「Veto」という名のトレーディングカードゲームが発売された。
IBMでは、1990年代前半まで「ノン・コンカー」（英語: non-concur）と呼ばれる意思決定システムがあった。これは社全体の戦略方針に対し、自身の部門に好ましくないと考えた各部門長は誰でも拒否権を発動できるというものである。この制度によりIBMは各部門が半独立状態にある「封建的」な体勢となっていたが、1993年にCEOに就任したルイス・ガースナーがIBM立て直しのための改革の一環としてノン・コンカーを廃止した。